# Lista över bästsäljande Playstation-spel
Detta är en lista över Playstation-spel som har sålt eller skeppat minst en miljon exemplar.
| Titel                                   | Sålda exemplar                                                          | Försäljningsandelar | Släppdatum                                                                             | Genre           | Utvecklare                            | Utgivare                                 |
| --------------------------------------- | ----------------------------------------------------------------------- | --- | -------------------------------------------------------------------------------------- | --------------- | ------------------------------------- | ---------------------------------------- |
| Gran Turismo                            | 10,85 miljoner skeppade                                                 | i.u. | JP: December 23, 1997 NA: April 30, 1998 EU: May 8, 1998                               | Racingspel      | Polyphony Digital                     | Sony Computer Entertainment              |
| Final Fantasy VII                       | 9,72 miljoner                                                           | i.u. | JP: January 31, 1997 NA: September 3, 1997 EU: November 17, 1997                       | Datorrollspel   | Square Product Development Division 1 | Square Enix, Sony Computer Entertainment |
| Gran Turismo 2                          | 9,37 miljoner skeppade                                                  | i.u. | NA: November 30, 1999 JP: December 11, 1999 EU: October 27, 2000                       | Racingspel      | Polyphony Digital                     | Sony Computer Entertainment              |
| Resident Evil                           | 9 miljoner (kan innehålla försäljningssiffror från flera plattformar)   | - 5,05 miljoner Resident Evil - 0,17 miljoner Resident Evil DC Dual Shock - 3,77 miljoner Resident Evil Director's Cut | JP: March 22, 1996 NA: March 30, 1996 EU: August 1, 1996                               | Survival Horror | Capcom                                | Sony Computer Entertainment              |
| Tekken 3                                | 8,5 miljoner                                                            | - 3,24 miljoner i USA - 1,4 miljoner i Japan                                                                           | JP: March 26, 1998 NA: April 29, 1998 EU: September 1998                               | 3D fightingspel | Namco                                 | Namco                                    |
| Harry Potter och de vises sten          | 8 miljoner                                                              | i.u. | NA: November 15, 2001 EU: November 16, 2001 JP: December 1, 2001                       | Actionäventyr   | Argonaut                              | Electronic Arts                          |
| Tomb Raider II                          | 8 miljoner (kan innehålla försäljningssiffror från PC-versionen)        | i.u. | EU: November 1, 1997 NA: 1997 JP: January 22, 1998                                     | Actionäventyr   | Core Design                           | Eidos Interactive                        |
| Final Fantasy VIII                      | 7,86 miljoner                                                           | i.u. | JP: February 11, 1999 NA: September 7, 1999 EU: October 27, 1999 AUS: October 29, 1999 | Datorrollspel   | Square Product Development Division 1 | Square Enix, Sony Computer Entertainment |
| Crash Bandicoot 3: Warped               | 7,13 miljoner                                                           | i.u. | NA: October 31, 1998 JP: December 17, 1998 EU: December 1998                           | Plattformsspel  | Naughty Dog                           | Sony Computer Entertainment              |
| Metal Gear Solid                        | 7 miljoner                                                              | i.u. | JP: September 3, 1998 NA: October 21, 1998 EU: February 26, 1999                       | Sneak 'em up    | Konami Computer Entertainment Japan   | Konami                                   |
| Tomb Raider                             | 7 miljoner (kan innehålla försäljningssiffror från flera plattformar)   | i.u. | NA: November 15, 1996 EU: November 25, 1996 JP: February 14, 1997                      | Actionäventyr   | Core Design                           | Eidos Interactive                        |
| Crash Bandicoot                         | 6,82 miljoner                                                           | i.u. | NA: August 31, 1996 EU: November 1996 JP: December 6, 1996                             | Plattformsspel  | Naughty Dog                           | Sony Computer Entertainment              |
| Tomb Raider III                         | 6,5 miljoner (kan innehålla försäljningssiffror från flera plattformar) | i.u. | NA: November 21, 1998 EU: 1998 JP: March 4, 1999                                       | Actionäventyr   | Core Design                           | Eidos Interactive                        |
| Final Fantasy IX                        | 5,3 miljoner                                                            | i.u. | JP: July 7, 2000 NA: November 13, 2000 EU: February 16, 2001                           | Datorrollspel   | Square                                | Square                                   |
| Crash Bandicoot 2: Cortex Strikes Back  | 5,17 miljoner                                                           | - 3,87 miljoner i USA - 1,3 miljoner i Japan                                                                           | NA: October 31, 1997 JP: December 18, 1997 EU: December 1997                           | Plattformsspel  | Naughty Dog                           | Sony Computer Entertainment              |
| Tomb Raider: The Last Revelation        | 5 miljoner (kan innehålla försäljningssiffror från flera plattformar)   | i.u. | NA: November 22, 1999 EU: 1999 JP: July 19, 2000                                       | Actionäventyr   | Core Design                           | Eidos Interactive                        |
| Resident Evil 2                         | 4,96 miljoner                                                           | i.u. | NA: January 21, 1998 JP: January 29, 1998 EU: May 8, 1998                              | Survival Horror | Capcom                                | Capcom                                   |
| Spyro the Dragon                        | 4,832 miljoner                                                          | i.u. | NA: September 10, 1998 EU: October 1998 JP: April 1, 1999                              | Plattformsspel  | Insomniac Games                       | Sony Computer Entertainment              |
| Dragon Warrior VII                      | 4,12 miljoner                                                           | - 4,12 miljoner i Japan                                                                                                | JP: August 26, 2000 NA: October 31, 2001                                               | Datorrollspel   | Heartbeat                             | Enix                                     |
| Rayman                                  | 4 miljoner                                                              | i.u. | NA: September 9, 1995 JP: September 22, 1995 EU: December 1995                         | Plattformsspel  | Ubisoft Montpellier                   | Ubisoft                                  |
| Oddworld: Abe's Oddysee                 | 3,5 miljoner                                                            | i.u. | NA: August 31, 1997 EU: September 1997 JP: December 11, 1997                           |                 | Oddworld Inhabitants                  |                                          |
| Resident Evil 3: Nemesis                | 3,5 miljoner                                                            | i.u. | JP: September 22, 1999 NA: November 11, 1999 EU: March 17, 2000                        | Survival Horror | Capcom                                | Capcom                                   |
| Spyro 2: Gateway to Glimmer             | 3,451 miljoner                                                          | i.u. | NA: October 31, 1999 EU: November 5, 1999 JP: March 16, 2000                           |                 |                                       |                                          |
| Frogger                                 | 3,37 miljoner                                                           | - 3,37 miljoner i USA                                                                                                  | NA: September 30, 1997 EU: November 1997 JP: May 28, 1998                              |                 |                                       |                                          |
| Tekken 2                                | 3,37 miljoner                                                           | - 2 miljoner i USA - 1,37 miljoner i Japan                                                                             | JP: March 29, 1996 NA: August 25, 1996 EU: October 1996                                |                 |                                       |                                          |
| Tony Hawk's Pro Skater                  | 3,32 miljoner                                                           | - 3,02 miljoner i USA - 300 000 i Storbritannien                                                                       | NA: August 31, 1999 JP: March 30, 2000 EU: July 21, 2000                               |                 |                                       |                                          |
| Spyro: Year of the Dragon               | 3,283 miljoner                                                          | i.u. | NA: October 23, 2000 EU: November 10, 2000                                             |                 |                                       |                                          |
| Driver                                  | 3,22 miljoner                                                           | - 3,22 miljoner i USA                                                                                                  | NA: June 30, 1999 JP: March 9, 2000 EU: July 2, 2000                                   |                 |                                       |                                          |
| Tony Hawk's Pro Skater 2                | 3,15 miljoner                                                           | - 2,85 miljoner i USA - 300 000 i Storbritannien                                                                       | NA: September 20, 2000 EU: September 29, 2000 JP: March 8, 2001                        |                 |                                       |                                          |
| Croc: Legend of the Gobbos              | 3 miljoner                                                              | i.u. | NA: September 29, 1997 EU: October 1997 JP: December 18, 1997                          |                 |                                       |                                          |
| PaRappa the Rapper                      | 3 miljoner                                                              | i.u. | JP: December 6, 1996 EU: September 1997 NA: October 31, 1997                           |                 |                                       |                                          |
| Driver 2                                | 2,85 miljoner                                                           | - 2,55 miljoner i USA - 300 000 i Storbritannien                                                                       | NA: November 13, 2000 EU: November 17, 2000                                            |                 |                                       |                                          |
| Dino Crisis                             | 2,4 miljoner                                                            | i.u. | JP: July 1, 1999 NA: August 31, 1999 EU: October 29, 1999                              |                 |                                       |                                          |
| Final Fantasy Tactics                   | 2,3 miljoner                                                            | - 1,35 miljoner i Japan - 950 000 i USA                                                                                | JP: June 20, 1997 NA: January 28, 1998                                                 |                 |                                       |                                          |
| Namco Museum Volume 3                   | 2,24 miljoner                                                           | - 2,24 miljoner i USA                                                                                                  | JP: June 21, 1996 NA: January 31, 1997 EU: February 1997                               |                 |                                       |                                          |
| Crash Team Racing                       | 2,2 miljoner                                                            | - 1,9 miljoner i USA - 300 000 i Storbritannien                                                                        | NA: September 30, 1999 JP: December 16, 1999 EU: 1999                                  |                 |                                       |                                          |
| Tony Hawk's Pro Skater 3                | 2,2 miljoner                                                            | - 2,1 miljoner i USA - 100 000 i Storbritannien                                                                        | NA: October 29, 2001 EU: November 23, 2001                                             |                 |                                       |                                          |
| WWF War Zone                            | 2,2 miljoner                                                            | - 2,2 miljoner i USA                                                                                                   | NA: July 14, 1998 EU: September 1998                                                   |                 |                                       |                                          |
| Everybody's Golf                        | 2,13 miljoner                                                           | - 2,13 miljoner i Japan                                                                                                | JP: July 17, 1997 NA: April 30, 1998 EU: June 1, 1998                                  |                 |                                       |                                          |
| Mortal Kombat Trilogy                   | 2,01 miljoner                                                           | - 2,01 miljoner i USA                                                                                                  | EU: June 12, 1996 NA: 1996 JP: April 2, 1998                                           |                 |                                       |                                          |
| Derby Stallion                          | 2 miljoner                                                              | - 2 miljoner i Japan                                                                                                   | JP: July 17, 1997                                                                      |                 |                                       |                                          |
| Silent Hill                             | 2 miljoner                                                              | i.u. | NA: January 31, 1999 JP: March 4, 1999 EU: August 1, 1999                              |                 |                                       |                                          |
| WWF SmackDown!                          | 1,92 miljoner                                                           | - 1,62 miljoner i USA - 300 000 i Storbritannien                                                                       | NA: March 2, 2000 EU: April 2000 JP: August 3, 2000                                    |                 |                                       |                                          |
| Crash Bash                              | 1,9 miljoner                                                            | - 1,6 miljoner i USA - 300 000 i Storbritannien                                                                        | NA: November 6, 2000 EU: December 1, 2000 JP: December 14, 2000                        |                 |                                       |                                          |
| WWF SmackDown! 2: Know Your Role        | 1,87 miljoner                                                           | - 1,57 miljoner i USA - 300 000 i Storbritannien                                                                       | NA: November 21, 2000 EU: January 1, 2001 JP: January 25, 2001                         |                 |                                       |                                          |
| Spider-Man                              | 1,85 miljoner                                                           | - 1,55 miljoner i USA - 300 000 i Storbritannien                                                                       | NA: August 30, 2000 EU: September 15, 2000 AUS: 2000 JP: April 26, 2001                |                 |                                       |                                          |
| Parasite Eve                            | 1,799 miljoner; 1,94 miljoner skeppade                                  | - 1,05 miljoner i Japan - 749 000 i USA                                                                                | JP: March 29, 1998 NA: September 9, 1998                                               |                 |                                       |                                          |
| Tetris Plus                             | 1,77 miljoner                                                           | - 1,77 miljoner i USA                                                                                                  | JP: September 6, 1996 NA: October 18, 1996 EU: October 1997                            |                 |                                       |                                          |
| Syphon Filter                           | 1,75 miljoner                                                           | - 1,75 miljoner i USA                                                                                                  | NA: January 31, 1999 EU: July 9, 1999 JP: August 12, 1999                              |                 |                                       |                                          |
| Twisted Metal 2                         | 1,74 miljoner                                                           | - 1,74 miljoner i USA                                                                                                  | NA: October 31, 1996 EU: February 1997 JP: August 28, 1997                             |                 |                                       |                                          |
| Tomorrow Never Dies                     | 1,72 miljoner                                                           | - 1,42 miljoner i USA - 300 000 i Storbritannien                                                                       | NA: November 16, 1999 EU: November 25, 1999 JP: February 10, 2000                      |                 |                                       |                                          |
| Need for Speed III: Hot Pursuit         | 1,7 miljoner                                                            | - 1,7 miljoner i USA                                                                                                   | EU: April 1998 JP: September 23, 1998 NA: 1998                                         |                 |                                       |                                          |
| Yu-Gi-Oh! Forbidden Memories            | 1,653 miljoner                                                          | - 1,1 miljoner i USA - 453 036 i Japan - 100 000 i Storbritannien                                                      | JP: December 9, 1999 NA: March 20, 2002 EU: November 22, 2002                          |                 |                                       |                                          |
| Namco Museum Volume 1                   | 1,65 miljoner                                                           | - 1,65 miljoner i USA                                                                                                  | JP: November 22, 1995 NA: July 31, 1996 JP: August 1996                                |                 |                                       |                                          |
| Medal of Honor                          | 1,64 miljoner                                                           | - 1,44 miljoner i USA - 200 000 i Storbritannien                                                                       | NA: October 31, 1999 EU: 1999                                                          |                 |                                       |                                          |
| A Bug's Life                            | 1,5 miljoner                                                            | - 1,5 miljoner i USA                                                                                                   | NA: October 31, 1998 JP: February 1999 JP: October 28, 1999                            |                 |                                       |                                          |
| Legacy of Kain: Soul Reaver             | 1,5 miljoner                                                            | i.u. | NA: August 16, 1999 EU: 1999                                                           |                 |                                       |                                          |
| Madden NFL 99                           | 1,5 miljoner                                                            | - 1,5 miljoner i USA                                                                                                   | NA: July 31, 1998 EU: 1998                                                             |                 |                                       |                                          |
| Tomb Raider Chronicles                  | 1,5 miljoner (kan innehålla försäljningssiffror från flera plattformar) | i.u. | EU: November 17, 2000 NA: 2000 JP: May 31, 2001                                        |                 |                                       |                                          |
| Madden NFL 2000                         | 1,48 miljoner                                                           | - 1,48 miljoner i USA                                                                                                  | NA: July 31, 1999 EU: 1999                                                             |                 |                                       |                                          |
| NFL GameDay '98                         | 1,47 miljoner                                                           | - 1,47 miljoner i USA                                                                                                  | NA: July 31, 1997                                                                      |                 |                                       |                                          |
| Rugrats: Search for Reptar              | 1,46 miljoner                                                           | - 1,46 miljoner i USA                                                                                                  | NA: October 31, 1998 EU: November 1998                                                 |                 |                                       |                                          |
| Grand Theft Auto 2                      | 1,45 miljoner                                                           | - 1,15 miljoner i USA - 300 000 i Storbritannien                                                                       | EU: October 22, 1999 NA: October 25, 1999 AUS: 1999                                    |                 |                                       |                                          |
| Everybody's Golf 2                      | 1,44 miljoner                                                           | - 1,44 miljoner i Japan                                                                                                | JP: July 29, 1999 NA: February 29, 2000 EU: 2000                                       |                 |                                       |                                          |
| Cool Boarders 3                         | 1,43 miljoner                                                           | - 1,43 miljoner i USA                                                                                                  | NA: September 30, 1998 JP: November 26, 1998 EU: November 1998                         |                 |                                       |                                          |
| Syphon Filter 2                         | 1,42 miljoner                                                           | - 1,32 miljoner i USA - 100 000 i Storbritannien                                                                       | NA: February 29, 2000 EU: 2000                                                         |                 |                                       |                                          |
| Need for Speed: High Stakes             | 1,39 miljoner                                                           | - 1,39 miljoner i USA                                                                                                  | NA: March 1, 1999 JP: June 17, 1999 EU: 1999                                           |                 |                                       |                                          |
| Jet Moto 2                              | 1,31 miljoner                                                           | - 1,31 miljoner i USA                                                                                                  | NA: October 31, 1997 EU: April 1998 JP: August 6, 1998                                 |                 |                                       |                                          |
| WCW Nitro                               | 1,3 miljoner                                                            | - 1,3 miljoner i USA                                                                                                   | NA: 1997 EU: June 1998                                                                 |                 |                                       |                                          |
| Twisted Metal III                       | 1,29 miljoner                                                           | - 1,29 miljoner i USA                                                                                                  | NA: October 31, 1998                                                                   |                 |                                       |                                          |
| Dance Dance Revolution                  | 1,27 miljoner                                                           | - 1,27 miljoner i Japan                                                                                                | NA: May 9, 2001                                                                        |                 |                                       |                                          |
| Jet Moto                                | 1,27 miljoner                                                           | - 1,27 miljoner i USA                                                                                                  | NA: October 31, 1996 EU: February 1997 JP: August 7, 1997                              |                 |                                       |                                          |
| Spec Ops: Stealth Patrol                | 1,27 miljoner                                                           | - 1,27 miljoner i USA                                                                                                  | EU: January 2000 NA: June 5, 2000                                                      |                 |                                       |                                          |
| Chrono Cross                            | 1,269 miljoner; 1,5 miljoner skeppade                                   | - 580 000 i USA - 688 614 i Japan                                                                                      | JP: November 18, 1999 NA: August 15, 2000                                              |                 |                                       |                                          |
| Madden NFL 98                           | 1,25 miljoner                                                           | - 1,25 miljoner i USA                                                                                                  | NA: July 31, 1997 EU: September 1997                                                   |                 |                                       |                                          |
| The Legend of Dragoon                   | 1,24 miljoner                                                           | - 960 000 i USA - 280 000 i Japan                                                                                      | JP: December 2, 1999 NA: June 11, 2000 EU: January 19, 2001                            |                 |                                       |                                          |
| Pac-Man World                           | 1,24 miljoner                                                           | - 1,24 miljoner i USA                                                                                                  | NA: September 30, 1999 JP: November 2, 1999 EU: 1999                                   |                 |                                       |                                          |
| Cool Boarders 2                         | 1,21 miljoner                                                           | - 1,21 miljoner i USA                                                                                                  | JP: August 28, 1997 NA: October 31, 1997 EU: February 1, 1998                          |                 |                                       |                                          |
| Dragon Quest IV: Chapters of the Chosen | 1,2 miljoner                                                            | - 1,2 miljoner i Japan                                                                                                 | JP: November 22, 2001                                                                  |                 |                                       |                                          |
| Tales of Destiny                        | 1,193 miljoner                                                          | i.u. | JP: December 23, 1997 NA: September 30, 1998                                           |                 |                                       |                                          |
| Dino Crisis 2                           | 1,19 miljoner                                                           | i.u. | JP: September 13, 2000 NA: September 29, 2000 EU: November 24, 2000                    |                 |                                       |                                          |
| Monopoly                                | 1,19 miljoner                                                           | - 1,19 miljoner i USA                                                                                                  | NA: October 31, 1997 EU: November 1997 JP: January 8, 1998                             |                 |                                       |                                          |
| Chocobo no Fushigina Dungeon            | 1,166 miljoner                                                          | - 1,166 miljoner i Japan                                                                                               | JP: December 23, 1997                                                                  |                 |                                       |                                          |
| NASCAR 98                               | 1,16 miljoner                                                           | - 1,16 miljoner i USA                                                                                                  | EU: November 1997 NA: 1997 JP: March 19, 1998                                          |                 |                                       |                                          |
| NBA Live 98                             | 1,15 miljoner                                                           | - 1,15 miljoner i USA                                                                                                  | NA: November 30, 1997 EU: December 1997 JP: April 2, 1998                              |                 |                                       |                                          |
| NASCAR 99                               | 1,14 miljoner                                                           | - 1,14 miljoner i USA                                                                                                  | NA: September 30, 1998 EU: 1999                                                        |                 |                                       |                                          |
| Xenogears                               | 1,131 miljoner; 1,19 miljoner skeppade                                  | - 891 671 i Japan - 239 000 i USA                                                                                      | JP: February 11, 1998 NA: October 20, 1998                                             |                 |                                       |                                          |
| Resident Evil Director's Cut            | 1,13 miljoner                                                           | i.u. | JP: September 25, 1997 NA: September 30, 1997 EU: December 10, 1997                    |                 |                                       |                                          |
| NFL GameDay '99                         | 1,12 miljoner                                                           | - 1,12 miljoner i USA                                                                                                  | NA: July 31, 1998                                                                      |                 |                                       |                                          |
| Arc the Lad                             | 1,1 miljoner                                                            | - 1,1 miljoner i Japan                                                                                                 | JP: June 30, 1995                                                                      |                 |                                       |                                          |
| Beatmania                               | 1,1 miljoner                                                            | - 1,1 miljoner i Japan                                                                                                 | JP: October 1, 1998                                                                    |                 |                                       |                                          |
| Derby Stallion '99                      | 1,1 miljoner                                                            | - 1,1 miljoner i Japan                                                                                                 | JP: September 30, 1999                                                                 |                 |                                       |                                          |
| Devil Dice                              | 1,1 miljoner                                                            | - 1,1 miljoner i Japan                                                                                                 | JP: June 18, 1998 NA: June 30, 1998 EU: 1998                                           |                 |                                       |                                          |
| SaGa Frontier                           | 1,1 miljoner                                                            | - 1,1 miljoner i Japan                                                                                                 | JP: July 11, 1997 NA: March 31, 1998                                                   |                 |                                       |                                          |
| Star Ocean: The Second Story            | 1,094 miljoner                                                          | i.u. | JP: July 30, 1998 NA: May 31, 1999 EU: April 12, 2000                                  |                 |                                       |                                          |
| 2Xtreme                                 | 1,09 miljoner                                                           | - 1,09 miljoner i USA                                                                                                  | NA: October 31, 1996 EU: March 6, 1997 JP: April 11, 1997                              |                 |                                       |                                          |
| Parasite Eve II                         | 1,09 miljoner                                                           | - 1,09 miljoner skeppade                                                                                               | JP: December 16, 1999 NA: January 12, 2000 JP: August 25, 2000                         |                 |                                       |                                          |
| Test Drive 5                            | 1,08 miljoner                                                           | - 1,08 miljoner i USA                                                                                                  | NA: September 30, 1998 JP: December 1998 JP: March 25, 1999                            |                 |                                       |                                          |
| Twisted Metal                           | 1,08 miljoner                                                           | - 1,08 miljoner i USA                                                                                                  | NA: November 5, 1995 EU: January 1996 JP: November 15, 1996                            |                 |                                       |                                          |
| Twisted Metal 4                         | 1,08 miljoner                                                           | - 1,08 miljoner i USA                                                                                                  | NA: October 31, 1999                                                                   |                 |                                       |                                          |
| SpongeBob SquarePants: SuperSponge      | 1,06 miljoner                                                           | - 1,06 miljoner i USA                                                                                                  | NA: September 21, 2001 EU: November 16, 2001                                           |                 |                                       |                                          |
| Arc the Lad II                          | 1,04 miljoner                                                           | - 1,04 miljoner i Japan                                                                                                | JP: November 1, 1996                                                                   |                 |                                       |                                          |
| Densha de Go!                           | 1,04 miljoner                                                           | - 1,04 miljoner i Japan                                                                                                | JP: December 18, 1997                                                                  |                 |                                       |                                          |
| Winning Eleven 4                        | 1,02 miljoner                                                           | - 1,02 miljoner i Japan                                                                                                | JP: September 2, 1999 NA: June 6, 2000                                                 |                 |                                       |                                          |
| Intelligent Qube                        | 1,01 miljoner                                                           | - 1,01 miljoner i Japan                                                                                                | JP: January 31, 1997 NA: September 30, 1997 JP: October 1997                           |                 |                                       |                                          |
| NBA Live 2000                           | 1 miljon                                                                | - 1 miljon i USA | NA: October 31, 1999 EU: 1999 JP: February 24, 2000                                    |                 |                                       |                                          |
| Simple 1500 Series Vol. 1: The Mahjong  | 1 miljon                                                                | - 1 miljon i Japan | JP: October 22, 1998                                                                   |                 |                                       |                                          |
| Street Fighter Alpha 3                  | 1 miljon                                                                | i.u. | JP: December 23, 1998 NA: April 30, 1999 EU: October 27, 2000                          |                 |                                       |                                          |
| Tekken                                  | 1 miljon                                                                | i.u. | JP: March 31, 1995 NA: October 1995 EU: November 1995                                  |                 |                                       |                                          |
| WCW/nWo Thunder                         | 1 miljon                                                                | i.u. | NA: December 31, 1998 JP: 1999                                                         |                 |                                       |                                          |

Totalt antal skeppade Playstation-spel fram till 31 mars 2007: 962 miljoner.